# آویا بی‌اچ-۲
آویا بی‌اچ-۲ (به انگلیسی: Avia_BH-2) یک هواگرد ملخ‌پیشین تک‌موتوره از نوع ورزشی ساخت شرکت Avia است. در مجموع، تعداد ۱ فروند از این هواگرد ساخته شده‌است.
طراح این هواگرد، Pavel Beneš and Miroslav Hajn بود.